# 迪斯梅特 (南达科他州)
迪斯梅特（英語：De Smet）是美国南达科他州下属的一座城市，也是金斯伯里縣的縣治。根据2010年美国人口普查，该市有人口1,095人。论人口在本州排行第60。